# Danh sách chi của Geometridae: T
Dưới đây là danh sách các chi của họ bướm đêm Geometridae:
A B C D E F G H I J K L M N O P Q R S T U V W X Y Z

- Tachychlora
- Tachyphyle
- Tacparia
- Taeniogramma
- Taeniophila
- Talca
- Talledega
- Tamurhydrelia
- Tanagridia
- Tanaoctenia
- Tanaorhinus
- Tanaotrichia
- Tapinogyna
- Tarachia
- Taraxineura
- Tarma
- Tasta[cần định hướng]
- Tatosoma
- Taxilepis
- Teinocladia
- Teinoloba
- Telenomeuta
- Telletrurona
- Telotheta
- Tephrina
- Tephrinopsis
- Tephroclystia
- Tephronia
- Terenodes
- Terina[cần định hướng]
- Terpnidia
- Tescalsia
- Tesiophora
- Tessarotis
- Tetracis
- Tetragonodes
- Tetraspidoptera
- Thalassodes
- Thalera
- Thalerura
- Thallogama
- Thallophaga
- Thamnocausta
- Thaumatographe
- Thelycera
- Thenopa
- Theoxena[cần định hướng]
- Thera
- Therapis
- Theria
- Thersana
- Thetidia
- Thinopteryx
- Thiopsyche
- Thoyowpongia
- Thrasychlora
- Threneta
- Thyrinteina
- Thysanochilus[cần định hướng]
- Thysanoctena
- Thysanopyga
- Thysanotricha
- Tigridoptera
- Timana[cần định hướng]
- Timandra
- Timandromorpha
- Tineigidia
- Tmetomorpha
- Togarioides
- Tolmera
- Tomopteryx
- Tora
- Tosaura
- Toulgoetia
- Toxogrammia
- Toxopaltes
- Tracheops
- Traina
- Traminda
- Trepidina
- Tricentra
- Tricentrogyna
- Tricentroscelis
- Trichobaptria
- Trichochlamys
- Trichoclada
- Trichoclystis
- Trichodezia
- Trichogompha
- Trichoplites
- Trichopterigia
- Trichorrhages
- Trichosterrha
- Trichostichia
- Trichozoma
- Triglavia
- Trigonomelia
- Trigonoptila
- Trilobignophos
- Trimeresia
- Trimetopia
- Triorisma
- Triprora
- Tripteridia
- Triptila
- Triptiloides
- Trirachopoda
- Tristeirometa
- Tristrophis
- Trisyndeta
- Tritocleis
- Trizodes
- Trochiodes
- Trochistis
- Tropicollesis
- Trotocalpe
- Trotocraspeda
- Trotogonia
- Trotopera
- Trygodes
- Tshimganitia
- Tuerckheimia
- Tycoonia
- Tyloptera
- Tympanota